# Obra maestra
Obra maestra és una pel·lícula espanyola de comèdia dramàtica de 2000 dirigida per David Trueba i protagonitzada per Ariadna Gil, Santiago Segura i Pablo Carbonell. Va ser el segon llargmetratge del director.

## Argument
Benito Cañaveras i Carolo Suárez Perales són dos afeccionats al cinema. El primer exerceix de director i el segon d'actor en el seu últim projecte, una pel·lícula musical en Super 8 titulada "Un mundo para nosotros". El paper protagonista femení han decidit que ho interpreti una estrella del cinema nacional anomenada Armanda Castro.
Jove, però ja en presumible decadència, l'actriu rep l'oferiment amb una mescla de menyspreu i fàstic. Encara ignora que els esdeveniments l'obligaran a rodar forçada aquest paper i a conviure en total aïllament amb Benito i Carolo. Cap dels tres serà la mateixa persona quan acabi el rodatge d'aquesta «obra mestra».

## Repartiment
- Ariadna Gil... Armanda
- Santiago Segura... Benito
- Pablo Carbonell... Carolo
- Loles León... Catalina
- Luis Cuenca... Damián
- Jesús Bonilla... veterinari
- Joserra Cadiñanos... Perfecto
- Manolo Codoso... pare Benito
- Anna Maria Barbany... mare Benito
- Alicia Cifredo... cunyada Benito

## Premis i candidatures
XV Premis Goya
| Categoria                   | Persona                                             | Resultat |
| --------------------------- | --------------------------------------------------- | -------- |
| Millor actor de repartiment | Luis Cuenca                                         | Nominat  |
| Millor actor revelació      | Pablo Carbonell                                     | Nominat  |
| Millors efectes especials   | Emilio Ruiz Alfonso Nieto Raúl Romanillos Pau Costa | Nominats |